# Mirosława Krajewska (1940–2023)
Mirosława Krajewska-Marczewska (ur. 11 września 1940 w Warszawie, zm. 6 grudnia 2023) – polska aktorka teatralna, filmowa i dubbingowa, a także piosenkarka.

## Życiorys
Była córką aktorki Danieli Makulskiej. W 1962 ukończyła studia w Państwowej Wyższej Szkole Teatralnej im. Aleksandra Zelwerowicza w Warszawie. Występowała w Teatrze Ślaskim im. Stanisława Wyspiańskiego w Katowicach. Po urodzeniu córki w 1964 roku wróciła do Warszawy i podjęła pracę w Teatrze Dramatycznym, gdzie występowała do 1997 roku.  
Udzielała się także jako wokalistka. Nagrała płytę winylową wraz z polskimi artystami we Francji.
W 1974 została odznaczona Złotym Krzyżem Zasługi.
W 2012 otrzymała nagrodę za drugoplanową rolę Babki Linstrumowej w słuchowisku radiowym "Dziura w niebie" na Festiwalu "Dwa Teatry" w Sopocie.
Zmarła 6 grudnia 2023. Jej córka Katarzyna Kozak oraz wnuczka Agata Paszkowska również zostały aktorkami.

## Przed kamerą
- 2003: Sloow – Sowa
- 1976: Brunet wieczorową porą – Irena Kowalczyk
- 1974: Urodziny Matyldy – Aktorka Bożena
- 1973: Sekret – Teresa
- 1973: Sobie król
- 1965: Sam pośród miasta – stewardesa
- 1962: Jak być kochaną – zakonnica

## Przed kamerą gościnnie
- 1999–2006: Na dobre i na złe – Matka siostry Magdy (2000)
- 1988–1990: Mistrz i Małgorzata
- 1980: Królowa Bona

## Użyczyła głosu
- 2012: Awatar Legenda Korry – Katara
- 2011: Moja niania jest wampirem – babcia Benny’ego
- 2011: Moja niania jest wampirem (film) – babcia Benny’ego
- 2011: Tajemnice domu Anubisa – Sara Frobisher – Smythe
- 2011: Scooby-Doo: Klątwa potwora z głębin jeziora – wiedźma Wanda Grubwort
- 2010: Przygody misia Krzysia
- 2009: Koralina i tajemnicze drzwi – Panna Spink
- 2008: Sezon na misia 2 – Bobbie
- 2007: Przygody Sary Jane
- 2006: H2O – wystarczy kropla – Pani Chatham
- 2006: Sezon na misia – Bobbie
- 2005–2007: Podwójne życie Jagody Lee – A Ma
- 2005: Nowe szaty króla 2 – Kelnerka
- 2005: Madagaskar – Staruszka
- 2004–2007: Danny Phantom – Duch kucharki
- 2004: Król lew 3: Hakuna matata – Mama Timona
- 2004: Lucky Luke
- 2003: Liga najgłupszych dżentelmenów
- 2002–2005: Baśnie i bajki polskie –
  - Babcia,
  - Odrzycha,
  - Matka
- 2002: Dzika rodzinka – Cordelia
- 2002–2006: Jimmy Neutron: mały geniusz – Panna Ptak
- 2002–2005: Looney Tunes: Maluchy w pieluchach – Babcia
- 2001–2002: Café Myszka
- 2001: Spirited Away: W krainie bogów – Yubaba
- 2000: Tweety – wielka podróż – Babcia
- 2000: Babcię przejechały renifery
- 1999: SpongeBob Kanciastoporty – Pani Puff
- 1998–1999: Nowe przygody rodziny Addamsów – Babcia
- 1998: Rodzina Addamsów: Zjazd rodzinny
- 1998: Przygody Kuby Guzika – Pani Pytalska
- 1997: Księżniczka Sissi – Ludwika
- 1997: Piękna i Bestia. Zaczarowane święta – Pani Imbryk
- 1997: Myszorki na prerii – Mama Spryciulki
- 1997–1998: Przygody Olivera Twista
- 1996–1997: Incredible Hulk –
  - Siostra (odc. 5),
  - Matka Jennifer (odc. 15)
- 1995–2000: Sylwester i Tweety na tropie – Babcia
- 1994: Księżniczka łabędzi (wersja telewizyjna)
- 1994: Troll w Nowym Jorku – Gnorga
- 1993: Huckleberry Finn
- 1993: Podróż do serca świata
- 1992–2002: Shin-chan – mama nini odc 57
- 1992: Wyspa Niedźwiedzi – Czarownica Marwelina
- 1992: W 80 marzeń dookoła świata – Babcia Kijanka
- 1991–1992: Eerie, Indiana – Mary C. Carter
- 1991: Piękna i Bestia – Pani Imbryk
- 1991: Trzy małe duszki – Babcia Jones
- 1990–1994: Przygody Animków – Matka Elmiry
- 1990: Pinokio
- 1990: Filiputki
- 1989: Babar zwycięzca
- 1987: Dennis Rozrabiaka – Martha Willson
- 1986–1988: Dennis Rozrabiaka – Martha Willson
- 1986: Amerykańska opowieść – Gussie
- 1985: 13 demonów Scooby Doo
- 1983: Kaczor Daffy: Fantastyczna wyspa – Babcia
- 1982: Królik Bugs: 1001 króliczych opowiastek – Babcia
- 1981: Królik Bugs: Rycerski rycerz Bugs – Babcia
- 1981: Lis i Pies – Wdowa
- 1980: Figle z Flintstonami
- 1973: Robin Hood
- 1972–1973: Nowy Scooby Doo
- 1969–1970: Scooby Doo, gdzie jesteś? – Żona Kapitana Cutlera
- 1963: Miecz w kamieniu (nowa wersja dubbingu) – Wiedźma Mim
- 1961–1962: Kocia ferajna
- 1960–1966: Flintstonowie